# Star Trek: Elite Force II
Star Trek: Elite Force II est un jeu vidéo de tir à la première personne développé par Ritual Entertainment et édité par Activision, sorti en 2003 sur Windows et Mac. Il fait suite à Star Trek: Voyager - Elite Force.

## Accueil
- Jeuxvideo.com : 14/20[1]